# Maireana cheelii
Maireana cheelii là loài thực vật có hoa thuộc họ Dền. Loài này được (Anderson) Paul G. Wilson mô tả khoa học đầu tiên năm 1975.